# Parnans
 Parnans  es una población y comuna francesa, en la región de Ródano-Alpes, departamento de Drôme, en el distrito de Valence y cantón de Romans-sur-Isère-2.

## Demografía
| 382 | 406 | 357 | 435 | 458 | 476 |
| Para los censos de 1962 a 1999 la población legal corresponde a la población sin duplicidades (Fuente: INSEE [Consultar]) |     |     |     |     |     |